# Someone Saved My Life Tonight
Someone Saved My Life Tonight är en låt av Elton John som han skrev tillsammans med Bernie Taupin till albumet Captain Fantastic and the Brown Dirt Cowboy från 1975. Låten släpptes även som singel och nådde plats nummer 4 i USA och topp 25 i Storbritannien.